# McPherson County (Kansas)
McPherson County is een county in de Amerikaanse staat Kansas.
De county heeft een landoppervlakte van 2.330 km² en telt 29.554 inwoners (volkstelling 2000). De hoofdplaats is McPherson.

## Bevolkingsontwikkeling

McPherson County Courthouse